# 塩谷宕陰
塩谷 宕陰（しおのや とういん、文化6年4月17日（1809年5月30日） - 慶応3年8月28日（1867年9月25日））は、江戸末期の儒学者。

## 経歴
江戸の愛宕山下に生まれる。諱は世弘、通称は甲蔵、字は毅侯、別号は九里香園、悔山、晩薫廬。文政7年（1824年）昌平黌に入門し、また松崎慊堂に学んだ。遠江掛川藩主の太田家に仕え、嘉永6年（1853年）ペリー来航の際に献策し、海防論を著す。文久2年（1862年）昌平黌教授に抜擢され、修史に携わる。
河井継之助は宕陰の紹介状を持って山田方谷を訪ねている。

## 主な業績
文部省は1902年（明治35年）に当時の中学校の教育指導要綱を発表し、菊池大麓大臣は漢文の教科の副読本（講読の材料）として「塩谷宕陰の『宕陰存稿』」を提示した。

## 家族・親族
- 甥の塩谷青山も漢文学者。その子は支那学者の塩谷温である。

## 栄典
- 大正4年（1915年）：正五位を追贈された[11]。

## 没後刊行の著書
- 『宕陰存稿[9]』（山城屋政吉、1870年）：「数」巻[12]から「射」巻[13]まで。
- 『大統歌俗解』2巻上、下（松井栄助等、1872年）（明治5年）。
  - 『大統歌』（名山閣、1873年）[14]
  - 『大統歌訓蒙』（江藤喜兵衛、1873年）。巻之1から巻之4、附刻で構成。
  - 『大統歌：小学習字』（柳川梅次郎、1881年）[15]書道の手本は巻菱潭（巻菱湖系の書家）が担当。
  - 『大統歌註解』平山政涜 編（大谷仁兵衛、1884年）[16]
- 『昭代記』（塩谷時敏、1879年）[17]「台徳大君記」、「大猷大君記」で構成。
- 『茗黌廿勝小記』（高美書店、1890年）[18]
- 『宕陰賸稿』（谷門精舎、1931年）[19]
- 『丕揚録』（近藤出版社〈日本史料選書〉、1971年）[19]

写本
- 『阿芙蓉彙聞』名義は塩谷世弘[20]。